# Peléndri
Peléndri är en ort i Cypern.   Den ligger i distriktet Eparchía Lemesoú, i den centrala delen av landet, 50 km sydväst om huvudstaden Nicosia. Peléndri ligger 1 067 meter över havet och antalet invånare är 1 237. Den ligger på ön Cypern.
Terrängen runt Peléndri är kuperad åt sydost, men åt nordväst är den bergig. Terrängen runt Peléndri sluttar söderut.Trakten runt Peléndri är ganska glesbefolkad, med 23 invånare per kvadratkilometer. Närmaste större samhälle är Kyperoúnta, 4,7 km norr om Peléndri. 